# Trädlärkan 2

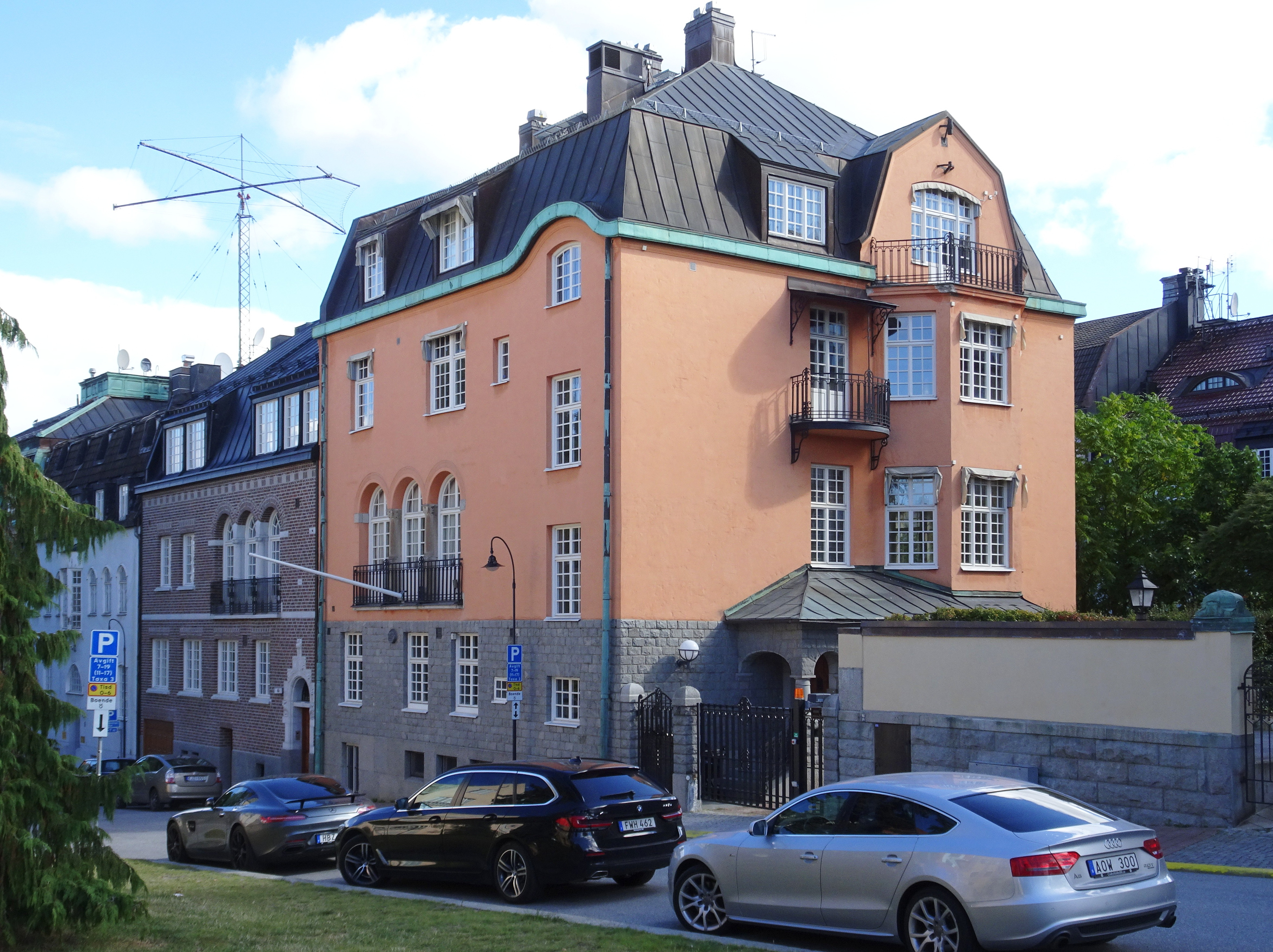
Trädlärkan 2, Tyrgatan 4, september 2022.

Trädlärkan 2 är en kulturhistoriskt värdefull före detta villafastighet i kvarteret Trädlärkan i Lärkstaden på Östermalm i Stockholm. Huset vid Tyrgatan 4 uppfördes 1909–1910 för grosshandlaren Karl Birger Lundström efter ritningar av arkitekten Thor Thorén. Fastigheten är grönmärkt av Stadsmuseet i Stockholm, det innebär "särskilt värdefull från historisk, kulturhistorisk, miljömässig eller konstnärlig synpunkt".

## Bakgrund

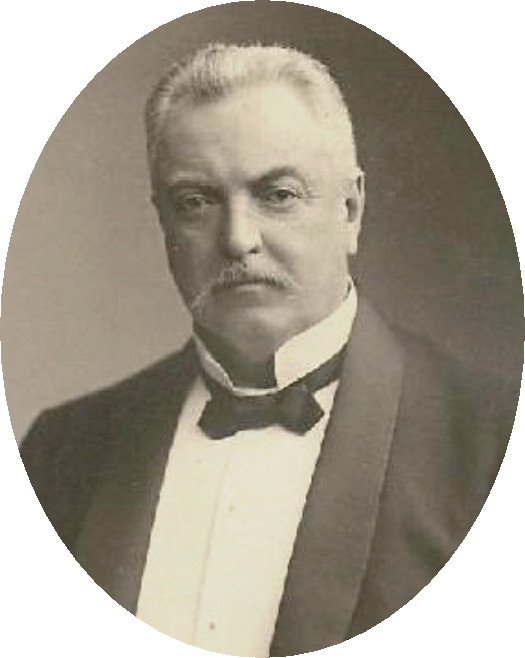
Karl B. Lundström.

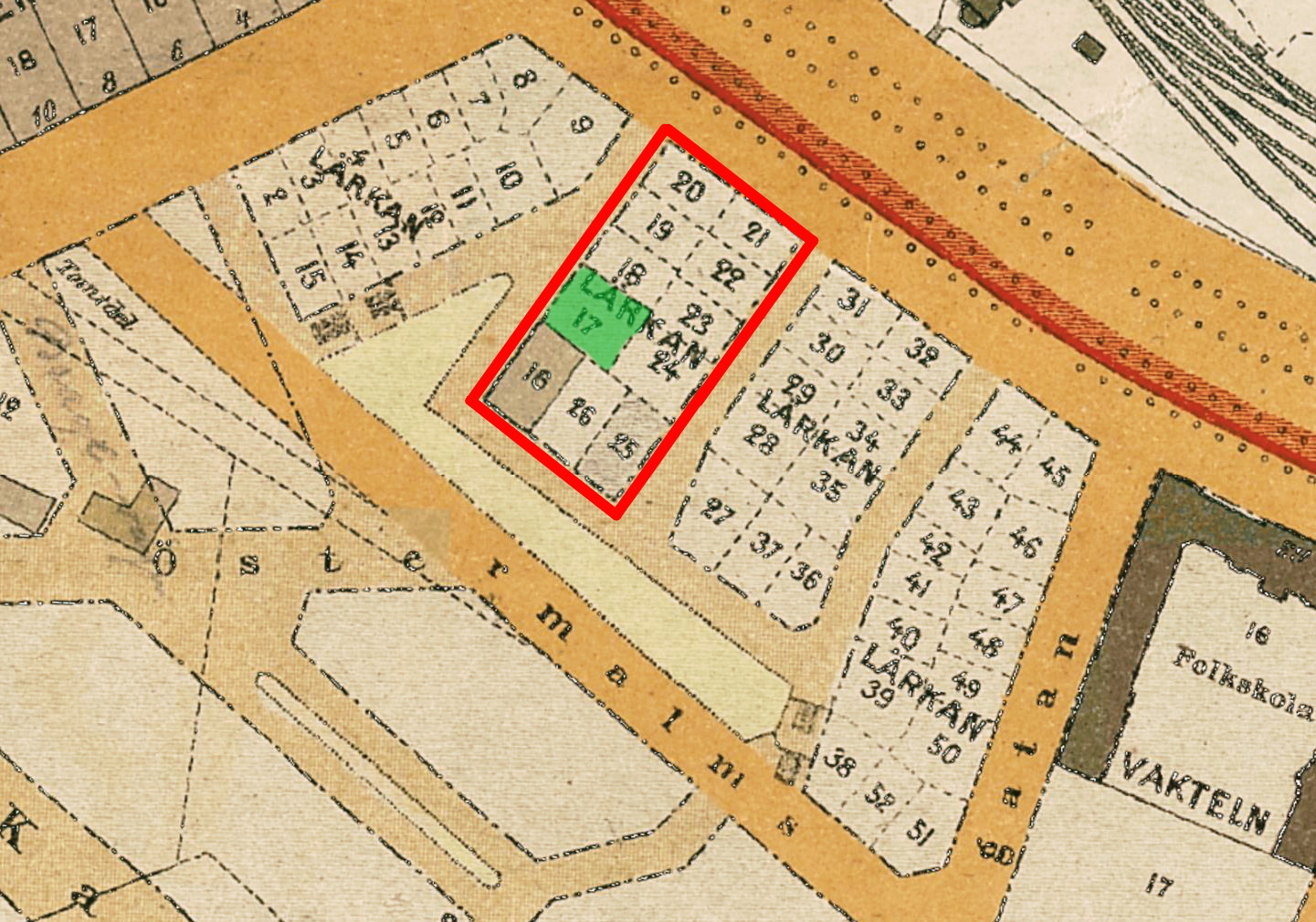
Kvarteret Lärkan 1909 tomt nr 17 (grön), nuvarande Trädlärkan 2.

I början av 1900-talet var ”sammanbyggda enfamiljshus” något nytt i Stockholm och kan ses som en tidig form av radhus. Idén hade hämtats av stadsplanearkitekten Per Olof Hallman från England och nu ville han pröva denna boendeform i Lärkstaden och det nybildade kvarteret Lärkan (dagens Tofslärkan, Trädlärkan, Sånglärkan och Piplärkan). 
Nytt var även att markägaren, Stockholms stad, inte sålde Lärkans tomter i form av tomträtter utan som "fri och egen grund". Målgruppen var den välbeställda borgarklassen som önskade bo i eget hem i innerstadens närhet. I februari 1909 började Stockholms stad genom auktioner försäljningen av villatomter i Lärkan och i december 1912 var samtliga 51 fastigheter (nr 2–52, nr 1 fanns inte) sålda.
Bland tidiga tomtköpare fanns arkitekten Thor Thorén som i maj 1909 förvärvade fem tomter i Lärkan, bland dem Lärkan 18 (dagens Trädlärkan 3), där han byggde sin egen stadsvilla, och granntomten Lärkan 17 (sedermera namnändrad till Trädlärkan 2). Fastigheten utgjorde hörntomten i raden Trädlärkan 2–5 och omfattade en areal om 463,7 kvadratmeter. Där ingick även mark för en infart från Tyrgatan och en mindre trädgård som ägaren kunde anlägga öster om byggrätten. Det var vanligt att byggmästare eller arkitekter köpte tomter i Lärkan som sedan, tillsammans med det färdiga huset, såldes till byggherren vilken i detta fall var grosshandlaren och företagaren Karl Birger Lundström.

## Byggnadsbeskrivning

### Exteriör

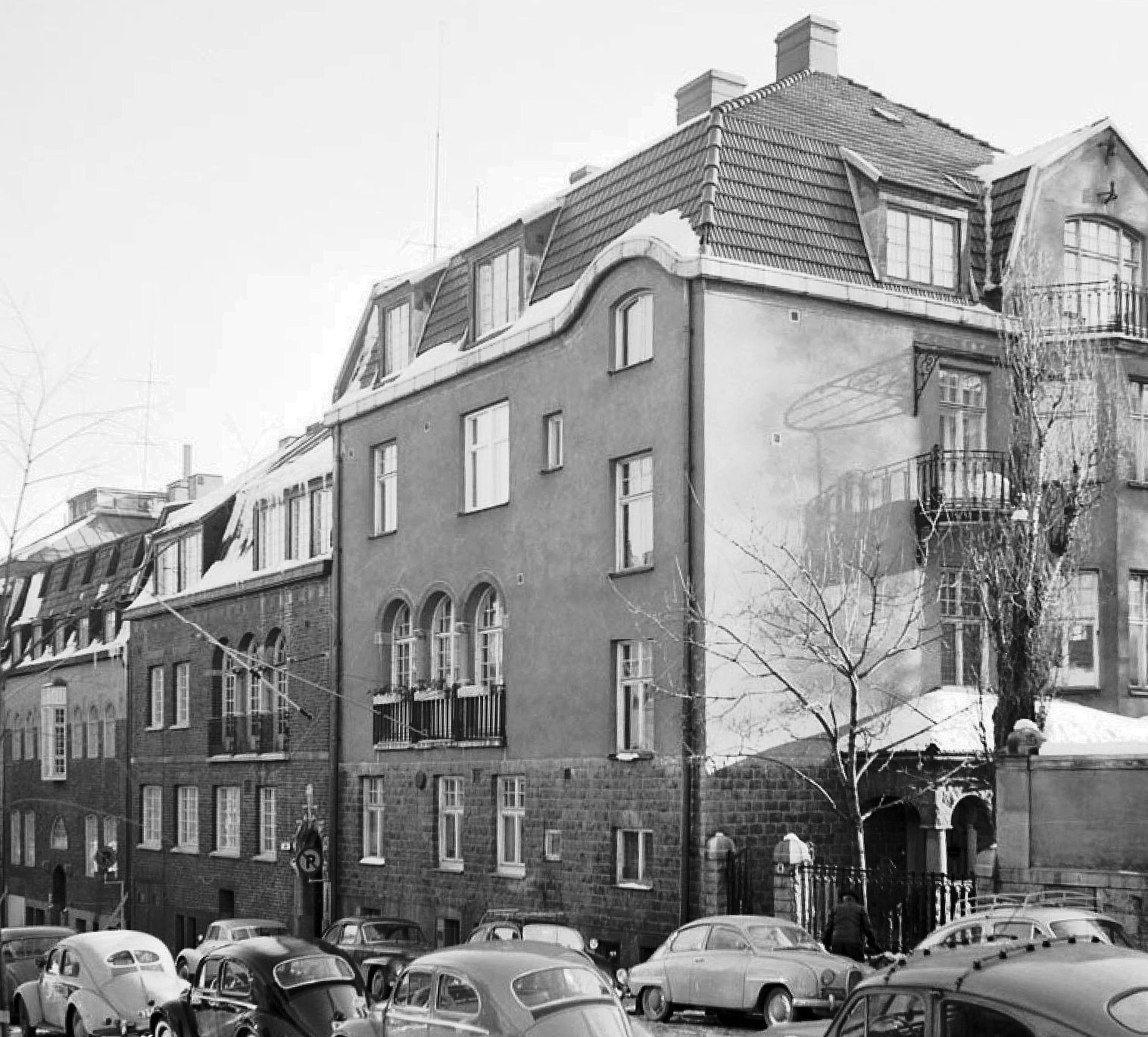
Trädlärkan 2, 1962.

Trädlärkan 2 uppfördes av byggmästaren P.D. Larsson i tre våningar med utbyggd vindsvåning under ett brant, tegeltäckt tak, senare ändrad till plåttäckning. Fasaderna spritputsades i grå kulör, 1993 ändrad till skrapad slätputs i gammalrosa kulör. Sockeln består av granitplattor och fasaden i höjd med bottenvåningen utfördes rusticerad med natursten. Våning en trappa betonades genom en grupp av tre rundbågiga fönster utformade som franska balkonger med kolonner i natursten mellan dessa och smidda räcken framför. Ett liknande arkitektoniskt uttryck använde Thorén även på grannhuset Trädlärkan 3, på Trädlärkan 9 och Tofslärkan 9.
Entrén är från gaveln och ligger i en utskjutande byggnadsvolym uppförd i grovhuggen granit. Själva entrén väderskyddas av en sorts förstukvist med kryssvälvt tak och en kraftig hörnkolonn i sten. Portens portal är välvd, består av natursten och pryds av årtalet "1910", byggnadens färdigställande. Gaveln accentueras av ett burspråk i två våningar som kröns av en balkong och fortsätter som frontespis ovanför takfoten.

### Interiör
Stadsvillan Trädlärkan 2 skräddarsyddes av Thor Thorén för den välbeställde grosshandlaren Karl Birger Lundström med familj som bestod av hustrun Helga (född 1862) samt döttrarna Anna (född 1889) och Frida (född 1891). Några rum på våning två och tre trappor bär beteckningen ”Flickornas sovrum”, ”Flickornas dagligrum”, ”Fruns toalettrum” och ”Herrens toalettrum”. Rummens framtida funktion bestämdes således redan på ritbordet. Enligt folkräkningen från 1910 ingick i hushållet dessutom fem ”tjänarinnor”. Paradvåningen bestående av stor salong med öppen spis och generös matsal låg på våning en trappa. En mathiss gick från köket i bottenvåningen till serveringsrummet på en trappa. Några uthyrbara lägenheter (så kallade dubbletter utan kök) fanns inte. Annars var det vanligt i Lärkan att hyra ut några rum, men det stred mot stadens intentioner att här skulle det finnas enbart enfamiljsvillor. 
Rumsfördelningen var enligt arkitektritningarna från 1909 följande:
- Källarvåning – pannrum, kol- och vedförråd, matkällare, vinkällare, tvättstuga, strykrum, torkrum
- Bottenvåning – entréhall med kapprum, kök och domestikrum (mot gatan), herrum (mot gården)
- Våning 1 trappa – trappa, matsal (mot gatan), salong och serveringsrum (mot gården)
- Våning 2 trappor – trappa, sovrum och herrens toalettrum (mot gatan), sovrum, fruns toalettrum och badrum (mot gården)
- Våning 3 trappor (vindsvåning) – trappa, domestikrum, gouvernant (mot gatan), väv- och syrum, flickornas sovrum, flickornas dagligrum (mot gården)

Originalritningar från juli 1909
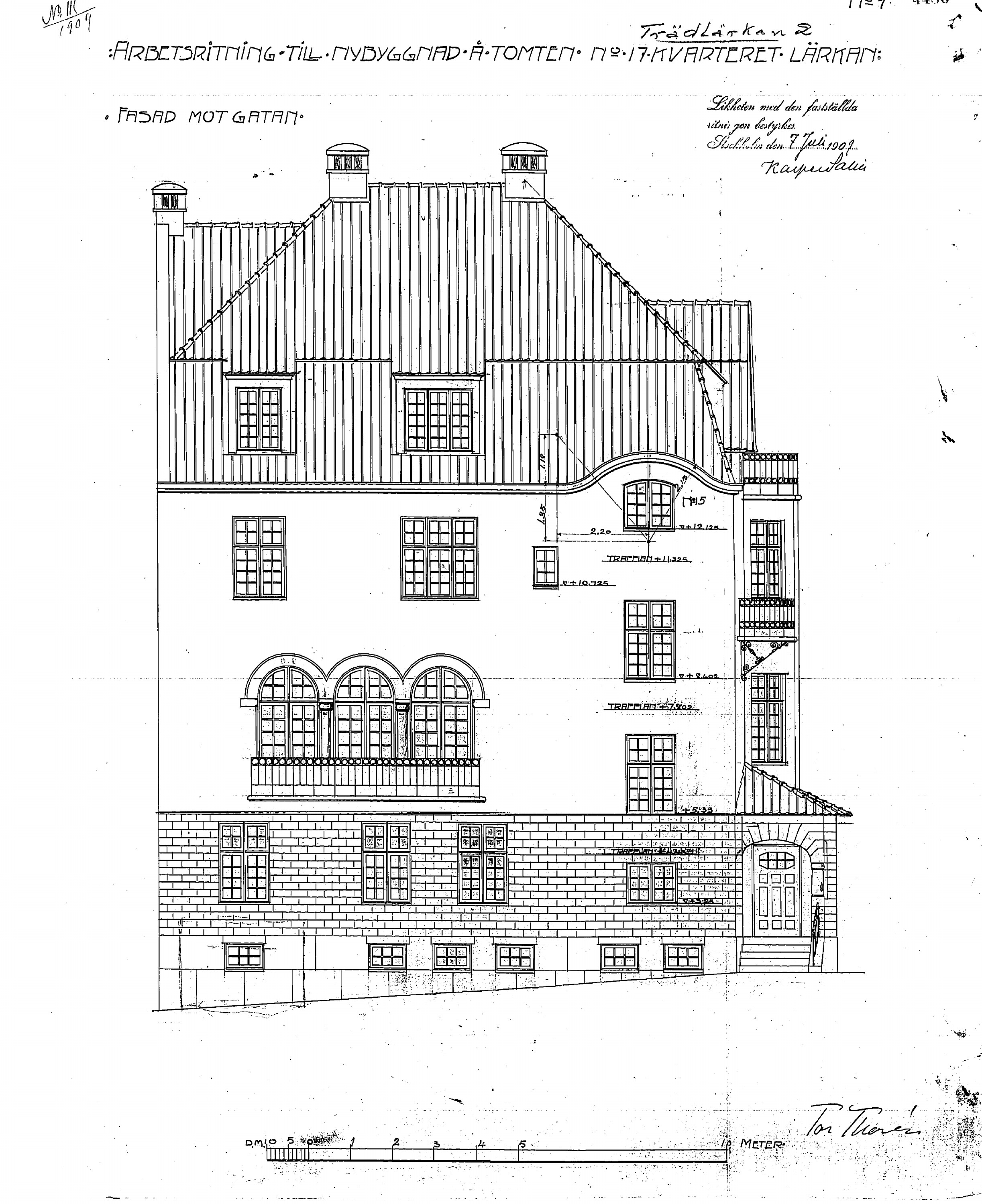
Fasad mot gatan.
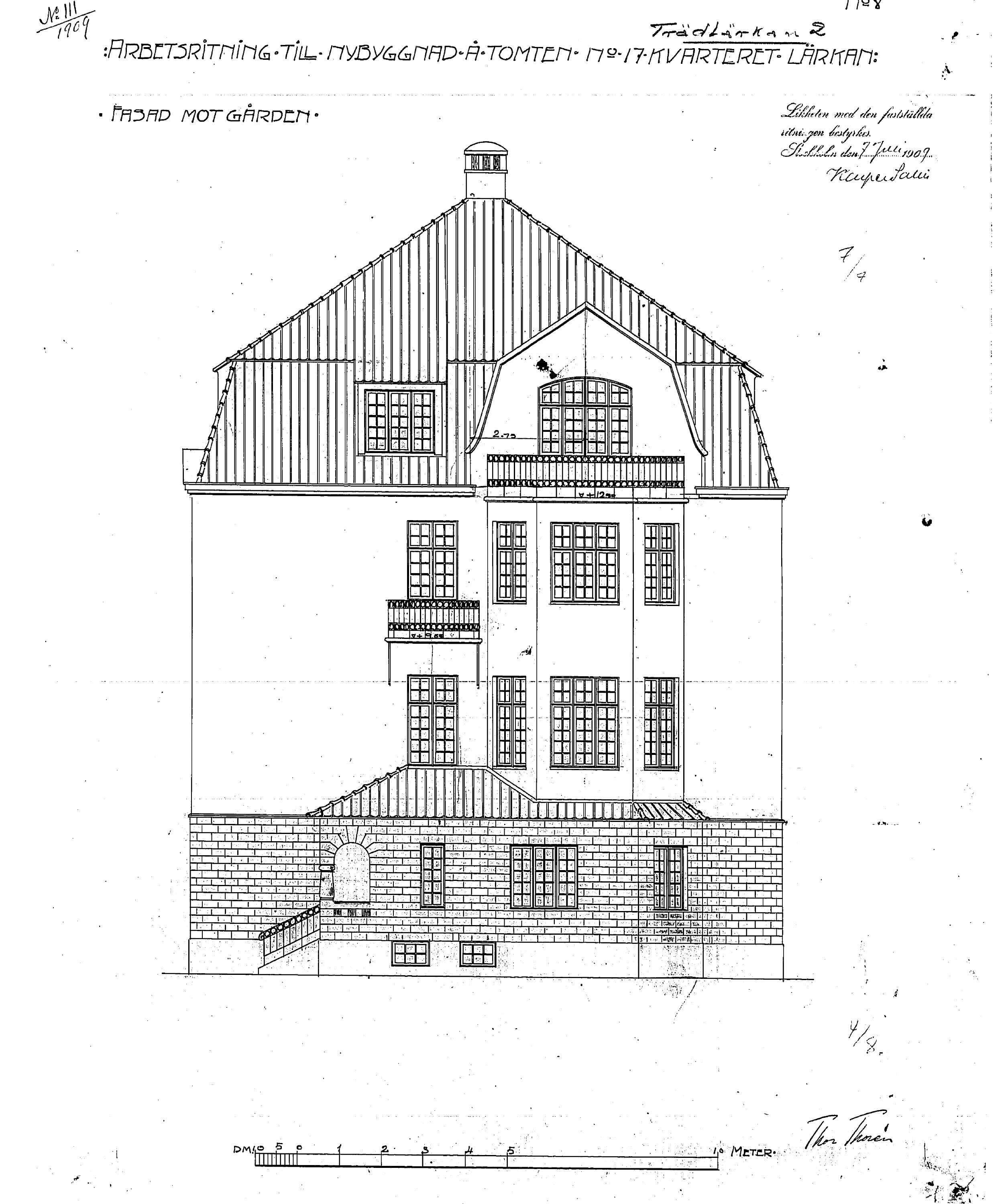
Gavelfasad.
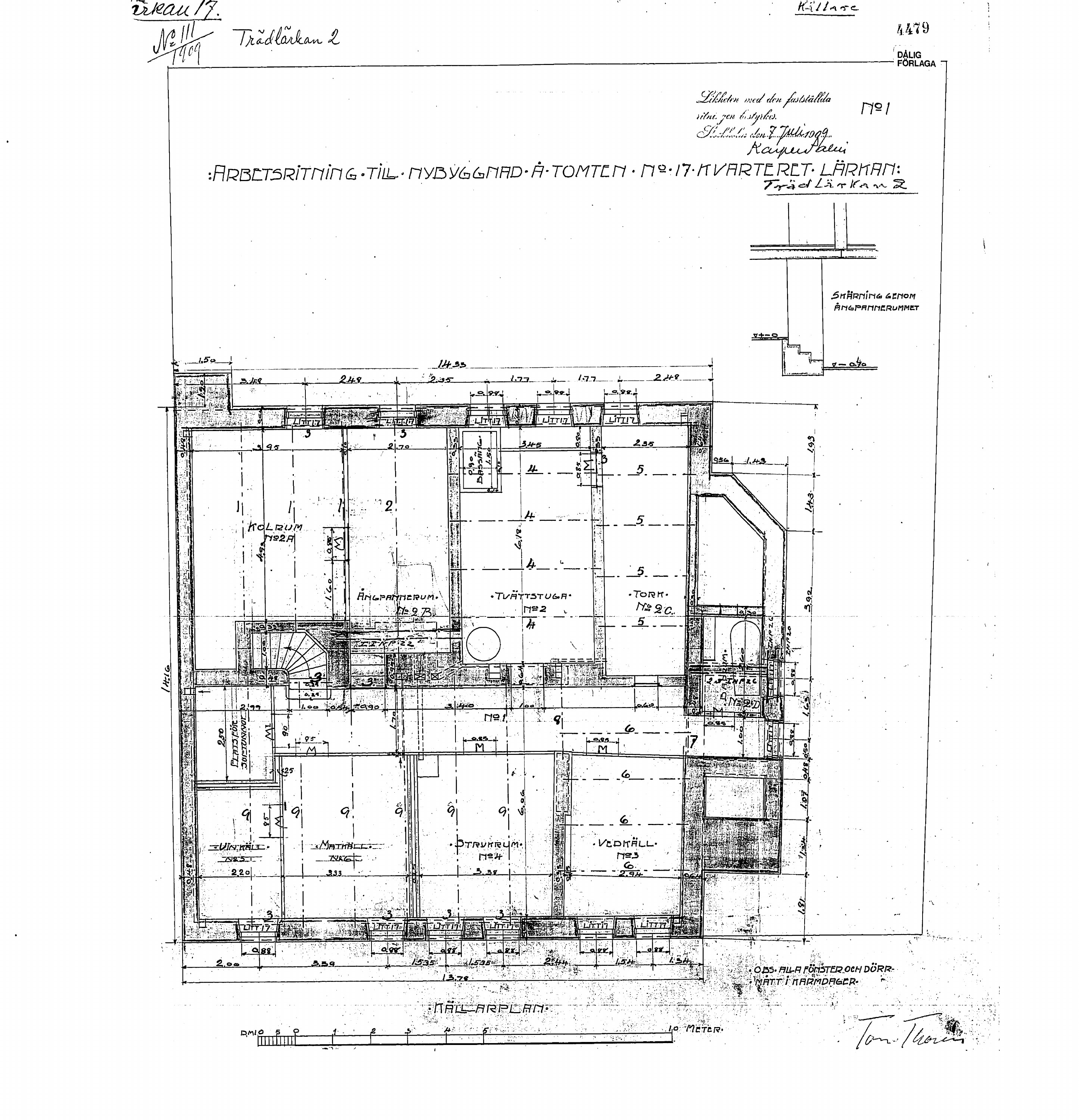
Källarvåning.
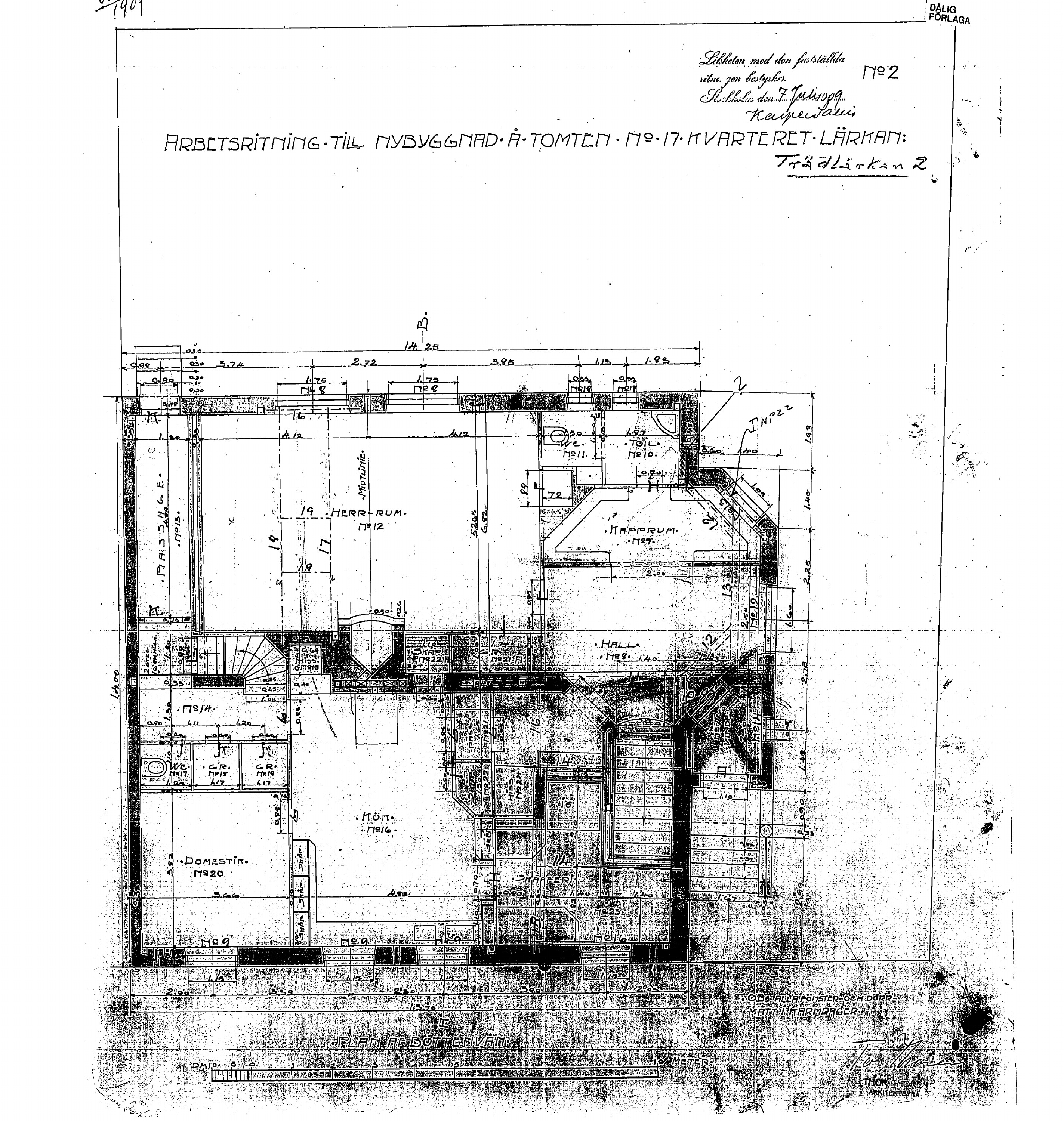
Bottenvåning.
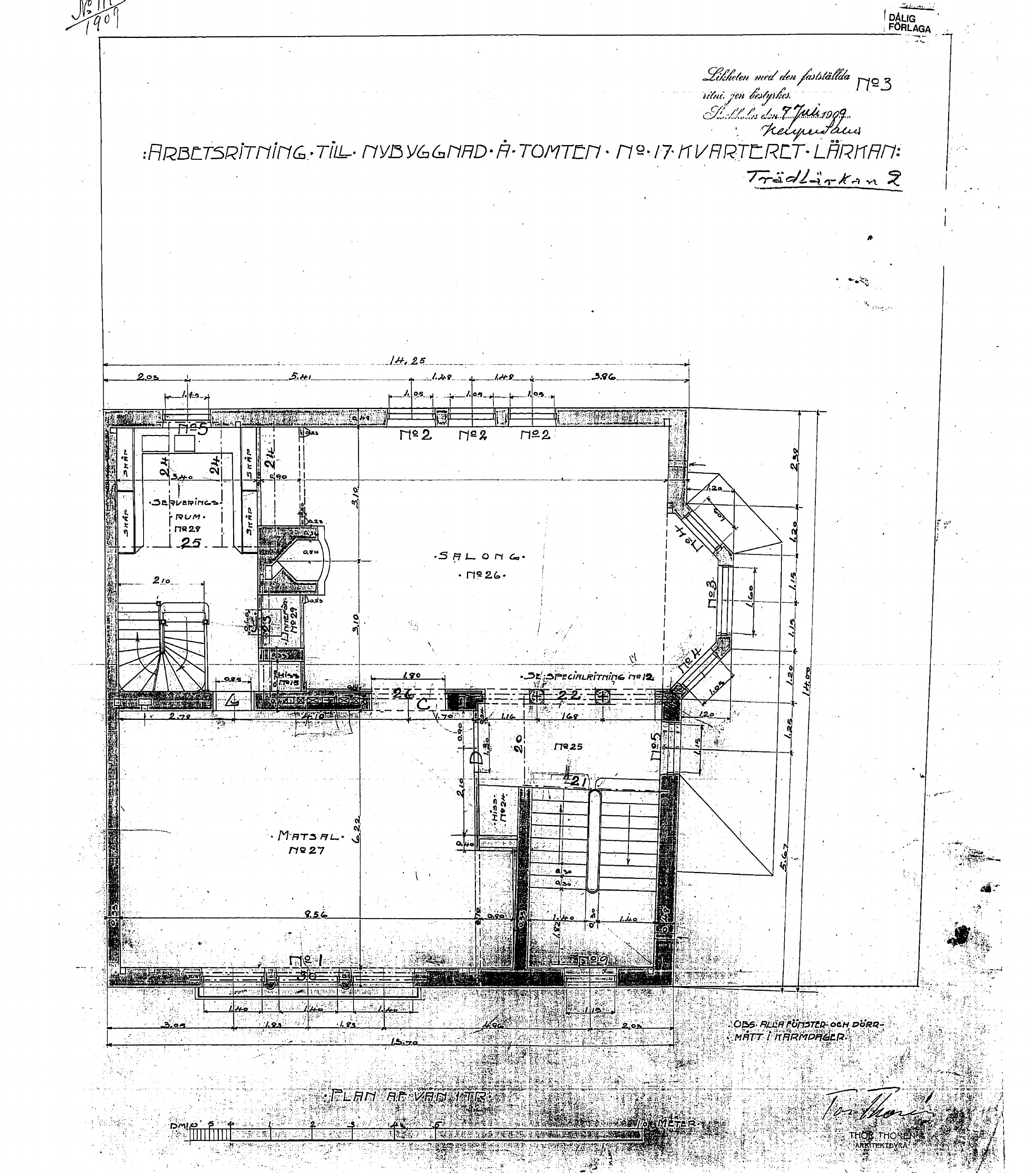
Våning 1 trappa.
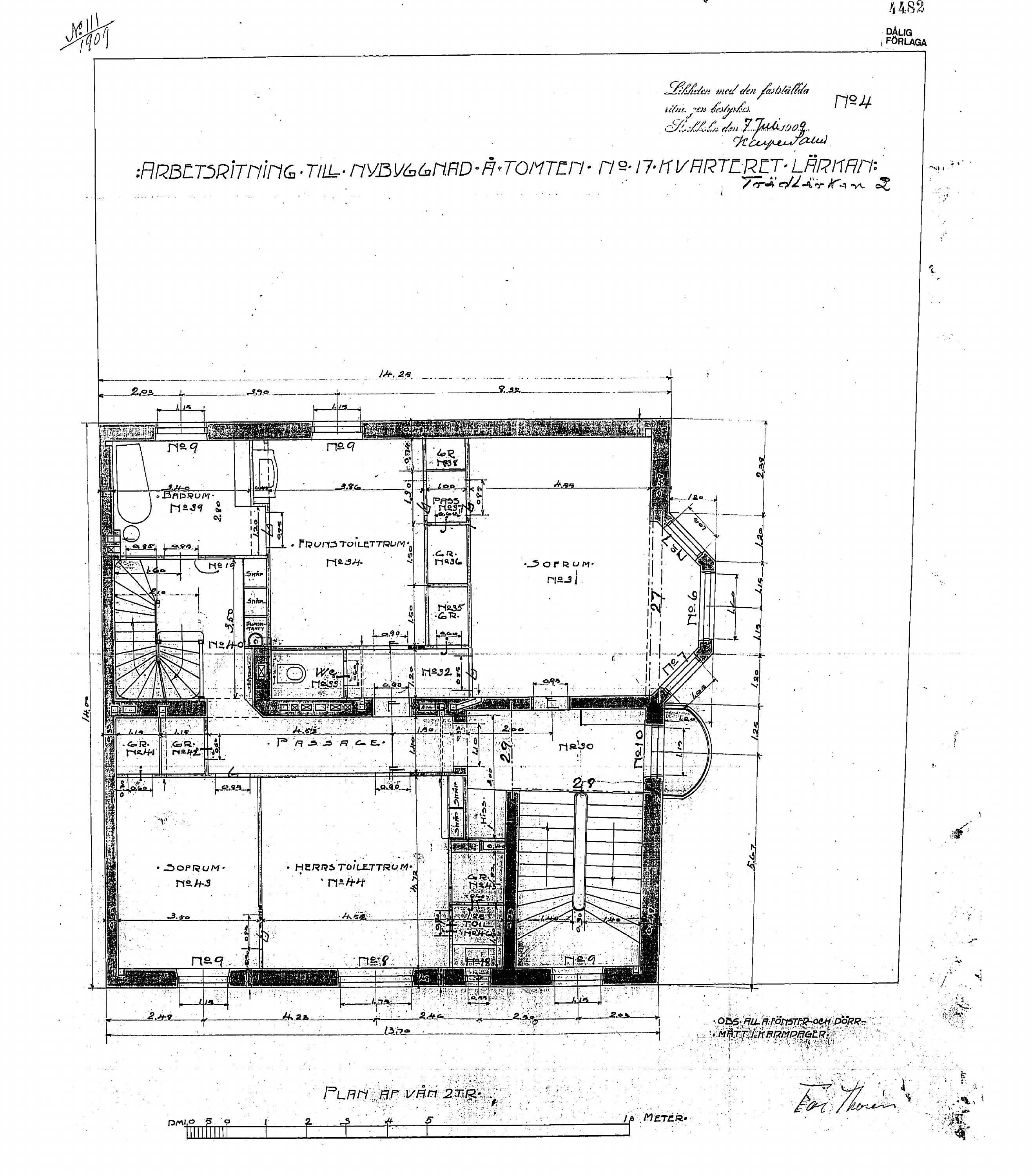
Våning 2 trappor.
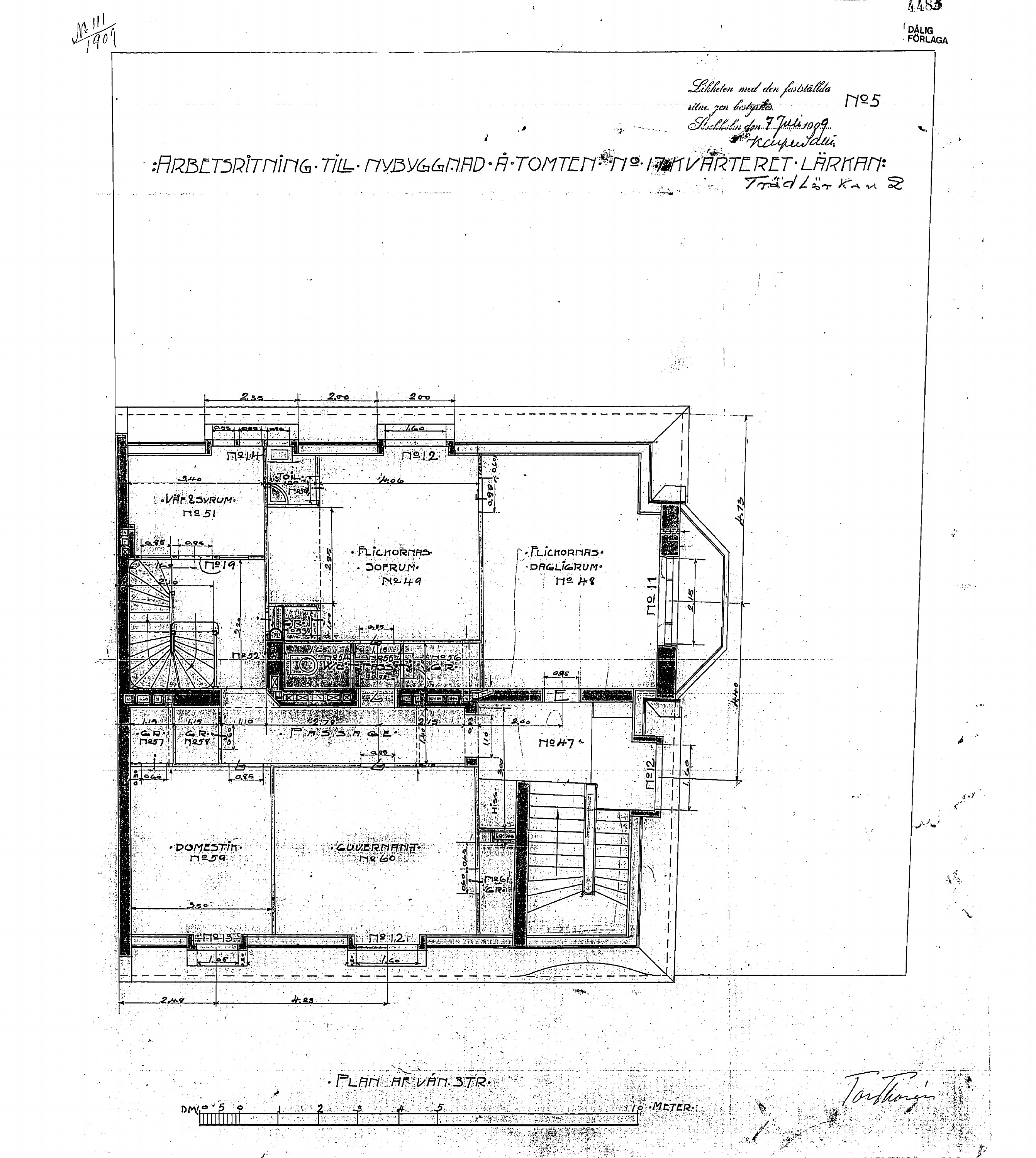
Våning 3 trappor.

## Husets vidare öden
Lundström avled 1923, därefter uppger Stockholms adresskalender änkan Helga Lundström som ägare. På 1950-talet kontoriserades fastigheten för företaget Sunlight med Ulf Hiort som ansvarig arkitekt. I samband med det uppsattes nya mellanväggar och interiörens ytskikt moderniserades. Samtidigt flyttade Sunlights kontorsverksamhet även till grannhusen Trädlärkan 1 och Trädlärkan 11.
År 2006 förvärvades fastigheten Trädlärkan 2 av finansmannen Maths O. Sundqvist för 38 miljoner kronor som påbörjade en omfattande renovering värd minst lika mycket som köpeskillingen. Han kom dock aldrig att flytta in i huset eftersom han drabbades av finanskrisen 2007–2008 och fastigheten övertogs av hans tidigare bolag Skrindan. I slutet av 2010 köptes Trädlärkan 2 för 55,5 miljoner kronor av klädentreprenören Pierre Maurice Aflal från Skrindan. Därefter huserade hans företag Gents Wear AB med ett 15-tal anställda i byggnaden. Idag (2022) ägs fastigheten av Fastighetsaktiebolaget Stockholm Trädlärkan 2.

### Nutida bilder

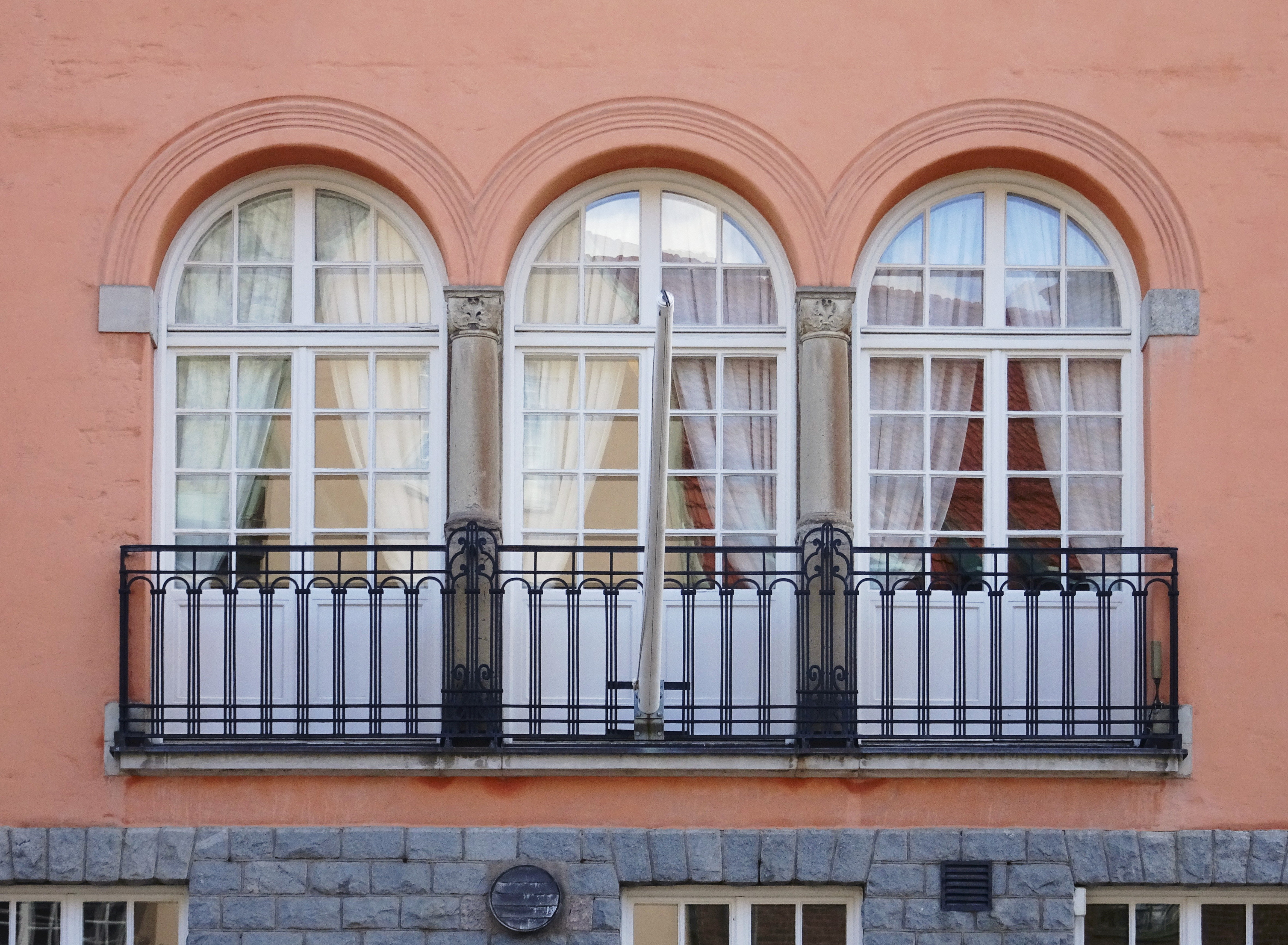
Fönster mot Tyrgatan.
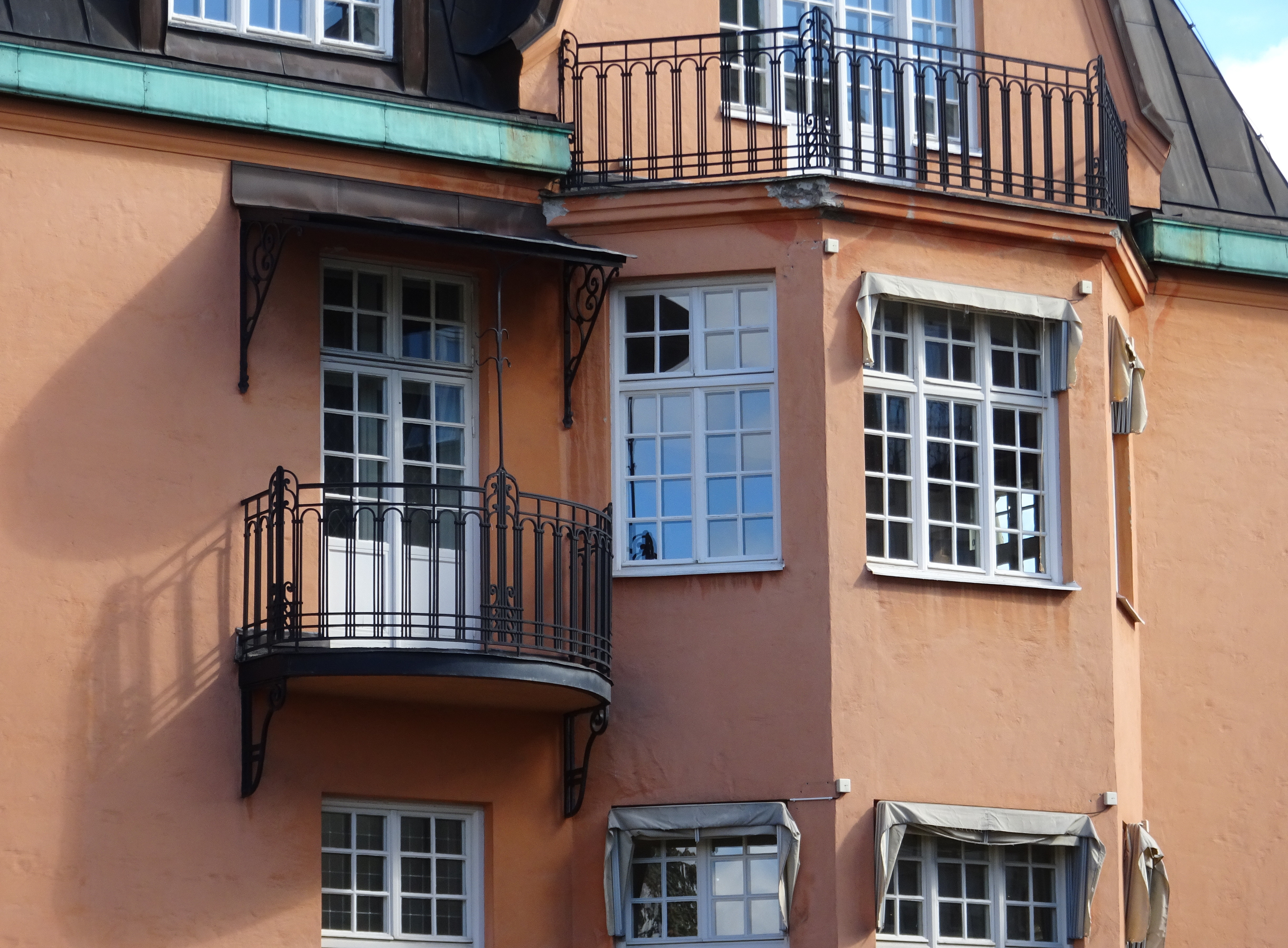
Burspråk och balkong på gaveln.
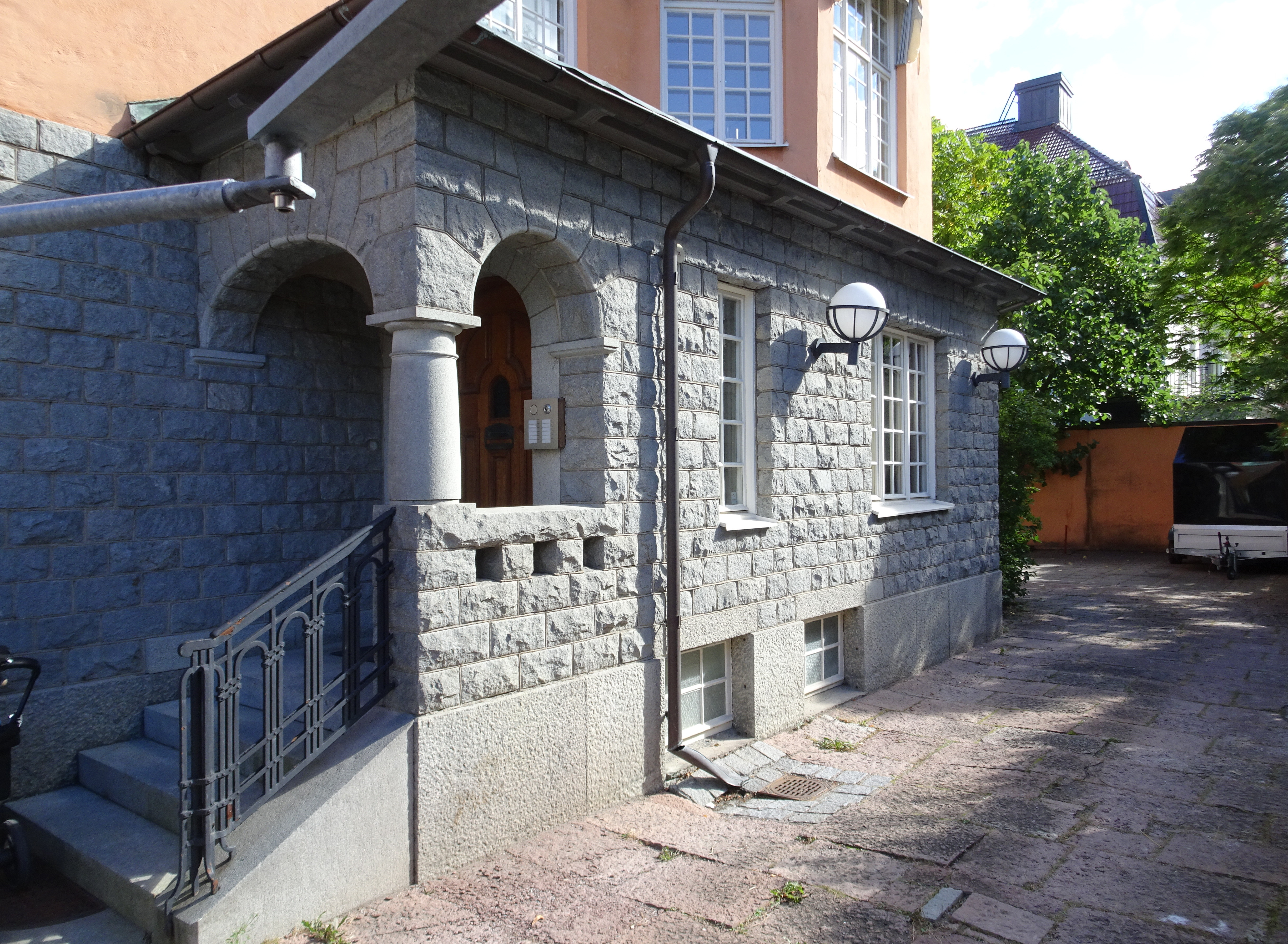
Entrébyggnaden.
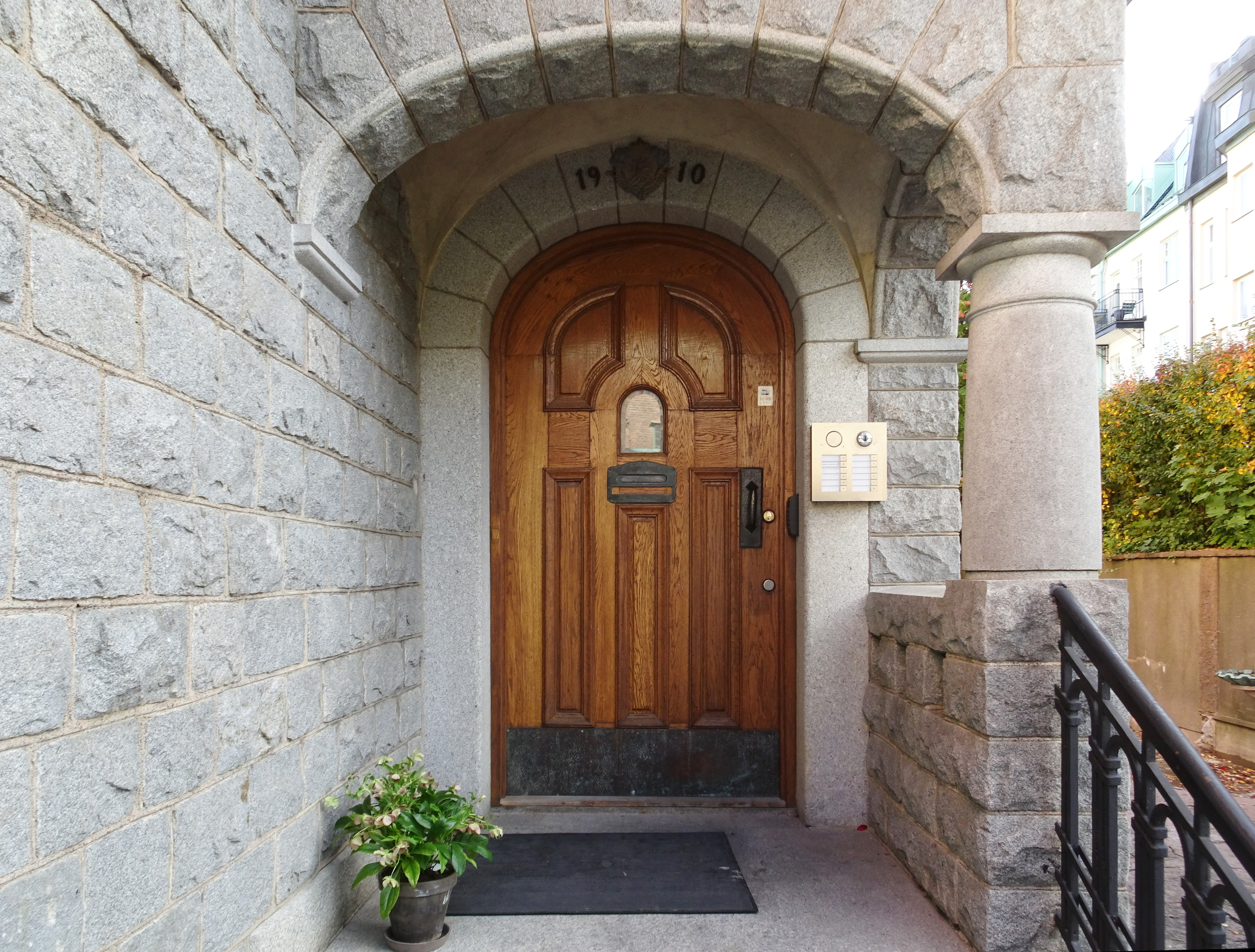
Förstukvist med entréporten.